# لين هاريس
لين هاريس (بالإنجليزية: Len Harris)‏ هو شخصية أعمال وسياسي أسترالي، ولد في 22 سبتمبر 1943 ببريزبان في أستراليا. حزبياً، نشط في أمة واحدة بقيادة بولين هانسون. وقد انتخب عضو مجلس الشيوخ الأسترالي ‏ عن دائرة كوينزلاند (2 يوليو 1999 – 30 يونيو 2005).